# Jan Dziedzic
Jan Dziedzic (ur. 24 września 1959) – generał brygady Wojska Polskiego w stanie spoczynku.

## Życiorys
W 1983 ukończył Wyższą Oficerską Szkołę Samochodową w Pile, a po ukończeniu w 1985 dwuletnich studiów magisterskich w Wojskowej Akademii Technicznej w Warszawie rozpoczął w 16 pułku czołgów zawodową służbę wojskową na stanowisku dowódcy kompanii. Zajmował następnie stanowiska służbowe w 16 pułku zmechanizowanym, 32 pułku zmechanizowanym, 8 Brygadzie Zmechanizowanej, dowództwie 8 Dywizji Obrony Wybrzeża, dowództwie Pomorskiego Okręgu Wojskowego oraz w dowództwie 12 Dywizji Zmechanizowanej. W 1992 ukończył kurs przeszkolenia specjalistycznego kwatermistrzów i szefów służb technicznych, a w 2000 na Politechnice Koszalińskiej ukończył studia podyplomowe w zakresie zarządzania firmą i marketingu. W 2004 był uczestnikiem kursu specjalistycznego z zakresu planowania i realizacji funkcji państwa gospodarza (HNS) i państwa wysyłającego i od tego samego roku pełnił służbę w Sztabie Generalnym WP na stanowisku zastępcy szefa Zarządu Planowania Logistyki (P-4). W 2007 w Stanach Zjednoczonych w Newport ukończył Studium Polityki Obronnej w Akademii Dowódczej Marynarki Wojennej, a 11 listopada tegoż roku został awansowany przez Prezydenta RP Lecha Kaczyńskiego na stopień generała brygady. 16 kwietnia 2014 objął stanowisko zastępcy Szefa Sztabu Generalnego Wojska Polskiego. Z dniem 27 kwietnia 2018 roku został zwolniony ze stanowiska Zastępcy Szefa Sztabu Generalnego WP i przeniesiony do rezerwy kadrowej Ministra Obrony Narodowej. 20 września 2019 zakończył zawodową służbę wojskową i przeszedł w stan spoczynku.

## Życie prywatne
Żonaty, dwoje dzieci.

## Nagrody i odznaczenia
- Krzyż Oficerski Orderu Odrodzenia Polski – 2015
- Krzyż Kawalerski Orderu Odrodzenia Polski[4] – 2015
- Złoty Krzyż Zasługi
- Wojskowy Krzyż Zasługi z Mieczami
- Medal za Chwalebną Służbę